# Powiat nowoświęciański
Powiat nowoświęciański (lit. Švenčionėlių apskritis) – jednostka podziału administracyjnego państwa litewskiego istniejąca w latach 1939–1940 na terenie okupowanej Wileńszczyzny. 
Powiat został utworzony w wyniku zajęcia zachodniej połaci województwa wileńskiego przez wojska litewskie w październiku 1939. Tereny te, od września 1939 roku będące pod okupacją Związku Sowieckiego, zostały przekazane Litwie na mocy specjalnej umowy między Moskwą a Kownem. Był to jeden z trzech powiatów powstałych na terenie zajętej przez Litwę Wileńszczyzny. Objął następujące gminy:
- Nowe Święciany (lit. Švenčionėlių valsčius)
- Smołwy (Smalvų valsčius)
- Dukszty (Dūkšto valsčius)
- Ignalino (Ignalinos valsčius)
- Kołtyniany (Kaltanėnų valsčius)
- Podbrodzie (Pabradės valsčius)[1].

Gdy w 1940 roku przekazano Litwie dalsze połacie Wileńszczyzny w skład powiatu weszły również gminy Janiszki (Joniškio valsčius) oraz Syłgudyszki (Saldutiškio valsčius). W 1941 roku do powiatu przyłączono miasto Święciany. W okresie okupacji niemieckiej powiat przekształcono w powiat święciański.